# Dicranomyia (Dicranomyia) distendens pallida
Dicranomyia (Dicranomyia) distendens pallida is een ondersoort van de tweevleugelige Dicranomyia (Dicranomyia) distendens uit de familie steltmuggen (Limoniidae). De ondersoort komt voor in het Palearctisch gebied.